# Подобєд Володимир Володимирович
Володимир Володимирович Подобєд (рос. Владимир Владимирович Подобед; 6 листопада 1918 — 10 січня 1992) — радянський астроном.

## Біографія
Народився в Москві, в 1946 закінчив Московський університет.  Після закінчення в 1949 аспірантури працював у цьому університеті асистентом, потім доцентом кафедри астрометрії.  У 1952-1957 — заступник директора з наукової частини Державного астрономічного інституту імені Штернберга (ДАІШ), в 1972-1988 завідувач відділом астрометрії ДАІШ (з 1977 — професор), з 1988 — головний науковий співробітник цього відділу. 
Основні праці в області меридіанної і фотографічної астрометрії.  Організував в Московській обсерваторії спостереження за програмою «Каталог слабких зірок» на меридіанному колі Репсольда і особисто брав участь в них.  З його ініціативи та за його участю створено перше меридіанне коло в СРСР. Запропонував оригінальний спосіб дослідження цапф і розділеного кола.
Проводив велику педагогічну роботу.  Під його керівництвом було захищено 17 кандидатських дисертацій, двоє з його учнів стали докторами наук.  З 1952 був членом двох комісій Міжнародного Астрономічного Союзу, був також головою секції «Астрономія і астрономо-геодезія» Науково-методичної ради Мінвузу СРСР, заступником голови бюро секції «Астрометрія» Астрономічної ради АН СРСР, членом ради з підготовки астрономічних кадрів при Астрономічній раді, членом 2-х Спеціалізованих рад К.053.05.26 і Д.053.05.51, членом партбюро фізфаку МДУ і секретарем партбюро ДАІШ.  Був нагороджений двома орденами і 7-ю медалями. 
На його честь названо астероїд 3311 Подобєд.

## Публікації
- Подобед В.В. Фундаментальная астрометрия — Москва: Физматгиз, 1962
- Подобед В.В., Нестеров В.В. Общая астрометрия — Москва: Наука, 1982